# Lykorias
Lykorias (altgriechisch Λυκωριάς Lykōriás, latinisiert Lycorias) ist eine Nereide der griechischen Mythologie.
Wie alle Nereiden stellt auch die Lykorias eine göttliche Hypostase einer der Eigenschaften des Meeres oder eine der Eigenschaften und Dinge, die sich die Menschen vom Meer erhofften, dar.
Die Nereiden sind speziell Nymphen des Mittelmeeres, während die Nymphen anderer Meere als Okeaniden bezeichnet werden. Sie beschützen Schiffbrüchige und unterhalten Seeleute mit Spielen. Sie sind Begleiterinnen des Gottes Poseidon. Auf vielen altgriechischen Darstellungen reiten die Nereiden auf dem Rücken von Delfinen.
Lykorias stellt das erste Licht des Meeres dar, weswegen sie auch als gelbe Nereide beschrieben wird.
Die Nereide Lykorias wird bei Vergil und Hyginus Mythographus erwähnt.
Lykorias ist – wie alle 50–100 Nereiden (je nach Autor) – eine Tochter des griechischen Meeresgottes Nereus (Sohn der Gaia und des Pontos) und der Okeanide Doris (Tochter der Titanen Okeanos und Tethys).